# Árja Maitréja Mandala rend
Az Árja Maitréja Mandala rend (Arya Maitreya) egy tantrikus és buddhista rend, amelyet 1933-ban alapított a német származású Láma Anagarika Govinda az indiai Dardzsiling városában. Ennek a szervezetnek a nyugati ágához csatlakozott 1952-ben a magyarországi Buddhista Misszió is, amely hazánk első hivatalosan is elismert buddhista intézménye lett.

## Története
Láma Anagarika Govinda alapította az Árja Maitréja Mandala buddhista (ÁMM) rendet 1933. október 14-én, tizennégy indiai tudós taggal. A rend működése Indiára korlátozódott 1952-ig, amikor egy Phue-Tuê nevű vietnámi szerzetes, illetve a német Hans-Ulrich Rieker (1920-1979), el nem indította a rend délkelet-ázsiai, illetve európai ágát. Az ezt követő évtizedekben az ÁMM különböző ágakat hozott létre Vietnámban, Szingapúrban, Németországban, Belgiumban, Hollandiában, Angliában, Ausztriában és az USA-ban. Magyarországon Hetényi Ernő lett a kelet-európai ág vezetője 1952-ben.
1982-ben Govinda kijelölte utódját a szervezet élén (acsarja), aki Karl-Heinz Gottmann lett. 1999-ben az új vezető Armin Gottmann lett. Jelenleg is ő a világméretű szervezet spirituális vezetője. Mellette vezető tagként szerepel Volker Zotz, osztrák filozófus és Robert Janssen, holland klinikai pszichológus és indológus.

## Filozófia
A rend alapításához az inspirációt a tibeti gelug rend egyik lámája, Láma Ngawang Kalszang (más néven Tomo Gese Rinpocse) volt, aki Govinda korábbi tanítója volt. Láma Ngawang Kalszang az eljövendő Maitréja buddhát tekintette a modern spiritualitás jelképének.

## Külső hivatkozások
- Az Arya Maitreya Mandala nemzetközi hálózatának weboldala
- A rend magyarországi ágának weboldala